# Соловцов, Валерий Михайлович
Вале́рий Миха́йлович Соловцо́в (15 [28] января 1904, Усть-Медведицкий округ, Российская империя — 28 ноября 1977, Ленинград) — советский актёр и режиссёр, начальник Ленинградской фронтовой киногруппы в годы Великой Отечественной войны. Заслуженный деятель искусств РСФСР (1964). Лауреат двух Сталинских премий (1941, 1943).

## Биография
Родился 28 января 1904 года в слободе Данисовка Усть-Медведицкого округа области Войска Донского. Обучался в мореходном училище, затем в Первом политехническом институте в Петрограде. В 1922 году посещал студии Владимира Гардина и Ольги Преображенской. В период 1923—1926 годов был студентом факультета экранных искусств Петроградского фототехнического института (с октября 1923 — фотокинотехникума), тогда же начал сниматься в кино. С 1925 года — актёр творческого объединения «КЭМ» (Кино-экспериментальная мастерская), организованного Ф. М. Эрмлером и Э. Ю. Иогансоном. После окончания кинотехникума — актёр Ленинградской фабрики «Совкино» (впоследствии — «Ленфильма»).
С 1937 года работал на Ленинградской студии кинохроники режиссёром документального кино. В годы Великой Отечественной войны был директором Ленинградской объединённой киностудии и начальником киногруппы Ленинградского фронта. После окончания войны — уполномоченный «Совэкспортфильма». 
В 1950 году вернулся на студию, где продолжил работу режиссёром. С 1963 года — директор Ленинградской студии кинохроники (с 1968 — Ленинградская студия документальных фильмов). Режиссёр монтажа кинопериодики студии: «Ленинградский киножурнал», «Наш край», «Советская Карелия», «Северный киножурнал», «По Карело-Финской ССР». 
Член ВКП(б) с 1939 года. Член Союза кинематографистов СССР.
Скончался 29 ноября 1977 года в Ленинграде, похоронен на Южном кладбище.

### Семья
- Жена — Лариса Александровна Соловцова (род. в 1943), монтажёр

- Дочь — Мария Валерьевна Соловцова (1965—2009), режиссёр

## Фильмография

### Актёр
- 1924 — Красные партизаны — рабочий
- 1925 — Мишка Звонков — гость
- 1925 — Степан Халтурин — эпизод
- 1926 — Дети бури — Быстров
- 1926 — Катька — бумажный ранет — Сёмка Жгут
- 1927 — Ася — эпизод
- 1927 — Парижский сапожник — Андрей
- 1928 — Дом в сугробах — спекулянт
- 1928 — Два броневика — матрос
- 1928 — Синие воротники — курсант Валя
- 1928 — Снежные ребята — Ваня
- 1929 — Дорога в мир — (отец, сын)
- 1929 — Мятеж — Винчецкий
- 1929 — Обломок империи — культработник
- 1930 — Мёртвая душа — комсомолец Волков
- 1930 — Мстители — инструктор
- 1932 — Сердце Соломона — председатель коммуны
- 1933 — Кто твой друг? — следователь
- 1934 — Крестьяне — помощник нач. политотдела
- 1934 — Секрет фирмы — секретарь укома
- 1934 — Чудо — мещанин, организатор погрома
- 1935 — Конец полустанка — рабочий-активист
- 1935 — Три товарища — Губенко
- 1935 — Сокровище погибшего корабля — следователь
- 1935 — Флаг стадиона — приятель Тарасова
- 1936 — Вратарь — Бухвостов, капитан футбольной команды «Гидраэр»
- 1937 — Волочаевские дни — эпизод
- 1968 — Моабитская тетрадь — гауляйтер

### Режиссёр
- 1937 — Испанские дети в СССР (совм. с Д. Астраданцевым)
- 1938 — Великое двадцатилетие
- 1938 — На родине капитанов
- 1939 — Наш парад (совм. с А. Волком)
- 1940 — Линия Маннергейма (совм. с Л. Варламовым, В. Беляевым, Н. Комаревцевым)
- 1940 — Марш патриотов (совм. с А. Евсиковым)
- 1941 — Первомайский смотр (совм. с В. Беляевым)
- 1942 — Ладога (не выпущен, совм. с другими реж.)
- 1942 — Ленинград в борьбе (совм. с Р. Карменом, Н. Комаревцевым, Е. Учителем)
- 1942 — Мсти, боец!
- 1944 — Великая победа под Ленинградом (с Н. Комаревцевым и П. Паллеем)
- 1945 — XXVIII годовщина Октября
- 1945 — Ленинград встречает победителей
- 1950 — Всенародный кандидат
- 1951 — Совхоз за Полярным кругом
- 1952 — Первенство Советского Союза по лёгкой атлетике
- 1953 — Город Калинин
- 1953 — На зимнем стадионе
- 1953 — Праздник песни в Петрозаводске
- 1953 — Празднование 36-й годовщины Октября в Ленинграде
- 1954 — Колхозные овощеводы
- 1954 — Подвиг Ленинграда (совм. с Е. Учителем)
- 1955 — По Ленинским местам
- 1955 — Пребывание английских кораблей в Ленинграде
- 1956 — Всесоюзные соревнования гимнастов
- 1956 — На новом велотреке
- 1956 — Путь к профессии
- 1956 — Советские моряки в Голландии
- 1956 — Советские моряки в Швеции и Норвегии (совм. с Е. Учителем)
- 1957 — Встреча лыжников пяти стран
- 1957 — Город на Неве (совм. с В. Василенко)
- 1957 — Калинин – Ленинград – Калинин
- 1958 — К Северному озеру
- 1959 — Подвиг Ленинграда (совм. с Е. Учителем)
- 1962 — Народный театр
- 1962 — Однополчане
- 1964 — 900 незабываемых дней
- 1964 — На Ладожском озере
- 1966 — От Дамаска до Эль-Кувейта (совм. с В. Гулиным)
- 1967 — На страже морских рубежей (совм. с М. Мамедовым)
- 1970 — После происшествия

### Сценарист
- 1943 — Ленинград в борьбе
- 1953 — На зимнем стадионе

## Признания и награды
- Сталинская премия второй степени (1941) — за фильм «Линия Маннергейма» (1940)
- Сталинская премия первой степени (1943) — за фильм «Ленинград в борьбе» (1942)[4]
- заслуженный деятель искусств РСФСР (1964)
- орден Отечественной войны I степени (24.02.1945)[5]
- орден Красной Звезды (14 апреля 1944)[1]
- медаль «За оборону Ленинграда» (1943)[1]